# One Shot 2000
One Shot 2000 è una compilation pubblicata dalla Universal Music il 30 ottobre 2009 e fa parte della collana One Shot.
La compilation debutta all'ottava posizione della classifica FIMI, per poi raggiungere la settima, posizione massima raggiunta dalla compilation.

## Tracce

### Disco 1
- 1. Britney Spears: - Oops!... I Did It Again 3:32
- 2. Modjo - Lady (Hear Me Tonight) 5:08
- 3. Planet Funk - Chase the Sun 3:54
- 4. Anastacia - I'm Outta Love 4:04
- 5. Craig David - 7 Days 3:56
- 6. The Corrs - Breathless 3:28
- 7. Sonique - Sky 4:27
- 8. Shivaree - Goodnight Moon 4:04
- 9. Hevia - Busindre Reel 4:33
- 10. Love Connection - The Bomb 3:31
- 11. Bomfunk MC's - Freestyler 4:08
- 12. Spiller - Groovejet (If This Ain't Love) 3:48
- 13. Morcheeba - Rome Wasn't Built in a Day 3:35
- 14. Blink-182 - All the Small Things 2:48
- 15. Moloko - The Time Is Now 4:33
- 16. Madison Avenue - Don't Call Me Baby 3:49
- 17. Fragma - Toca's Miracle 3:21
- 18. The Underdog Project - Summer Jam 3:15
- 19. Black Legend - You See the Trouble with Me 3:23
- 20. Magic Box - Carillon 3:43
- 21. Jon Secada - Stop 4:21

### Disco 2
- 1.	Paola & Chiara - Vamos a bailar 4:06
- 2.	Kirsty MacColl - In These Shoes 3:39
- 3.	Gigi D'Agostino - L'amour toujours 4:02
- 4.	Christina Aguilera - What a Girl Wants 3:36
- 5.	Benjamin Diamond - In Your Arms 4:22
- 6.	Negrocan - Cada Vez 3:53
- 7.	Jarabe de Palo - Depende 4:26
- 8.	Belle Perez - Hello World 3:22
- 9.	Andreas Johnson - Glorious 3:28
- 10. Billy More - Up & Down 3:14
- 11. House Of Glass - Disco Down 3:57
- 12. Kelly Joyce - Vivre la vie 4:04
- 13. Ian Pooley - Coraçao Tambor 5:56
- 14. Sergent Garcia - Camino de la vida 3:55
- 15. Guano Apes - Big in Japan 2:49
- 16. All Saints - Pure Shores 4:29
- 17. French Affair - My Heart Goes Boom 3:41
- 18. Sisqó - Thong Song 4:14
- 19. Anggun - Still Reminds Me 3:51
- 20. Afro Medusa - Pasilda 3:21
- 21. Moby - Why Does My Heart Feel So Bad? 4:25

## Classifiche
| Classifica (anno) | Posizione massima |
| ----------------- | ----------------- |
| Italia (2009)     | 7                 |